# Югостиці
Югостиці (рос. Югостицы) — присілок у Лузькому районі Ленінградської області Російської Федерації.
Населення становить 34 особи. Належить до муніципального утворення Скребловське сільське поселення.

## Історія
Згідно із законом від 28 вересня 2004 року № 65-оз належить до муніципального утворення Скребловське сільське поселення.

## Населення
| 1838 | 1862 | 1885 | 1965 | 1997 | 2007 | 2010 |
| ---- | ---- | ---- | ---- | ---- | ---- | ---- |
| 406  | ↘342 | ↗375 | ↘131 | ↘44  | ↘40  | ↘34  |